# 李崧 (五代)
李崧（？—948年12月12日），字大丑，五代十国后唐、后晋、辽朝、后汉大臣，在后晋担任宰相（中书侍郎、同中书门下平章事）、枢密使。后汉时，他被诬告叛国而被处死。

## 背景
李崧生年不详，是深州饒陽县（今河北省衡水市饒陽县）人。他的父亲李舜卿担任深州录事参军。他有两个弟弟李嶼、李㠖。李崧年幼时聪敏，十几岁时能写文章，被家人称异。弱冠为深州参军，李舜卿对同宗李鏻推荐儿子，想要李鏻多多教诲照顾。李鏻是唐朝的远支宗室（李元懿六世孙），在后唐担任宗正卿，说明李舜卿、李崧父子也是唐朝宗室。

## 后唐时代

### 唐庄宗时代
923年，唐庄宗李存勗建立后唐，派他的长子李继岌为興聖宮使，兼领成德军节度使（治所在镇州真定县，今河北省石家庄市正定县）。李崧成为镇州参军。当时推官李蕘负责文书起草，李崧见他的文字并不精美，于是对掌事呂柔说“令公是皇子，天下人仰慕。他的信函表章应该文理兼备。李蕘李侍御的起草，没有尽善尽美。”呂柔让李崧试着代李蕘起草。然后把李崧的文章给盧質和冯道看，两人赞扬了李崧的文笔。李崧很快被提升为为兴圣宫巡官，负责李继岌的文书。唐庄宗灭后梁，定都洛阳，任命李崧为太常寺協律郎。
925年，唐庄宗派魏王李继岌为都统，出征前蜀，枢密使郭崇韬作为李继岌的副手，负责实际工作。李继岌命李崧掌书记。后唐军队很快灭亡前蜀。唐庄宗和他的皇后刘玉娘猜忌郭崇韬涉嫌密谋叛乱。刘玉娘是李继岌的母亲，暗中派人取通知李继岌杀掉郭崇韬。李继岌于是杀害了郭崇韬。李崧得知后，很快去见李继岌，说：“现在军队离京五千里，殿下没有诏令，杀害重臣，就算你容不下郭崇韬，为什么不能等回到洛阳再杀不迟？”李继岌说自己也后悔这个决定，但事情已经酿成。李崧召集了几个书吏，秘密伪造诏令，登上楼，然后把梯子撤去，秘密伪造诏令，又用蜡摹刻了个印盖上，才对外宣谕，安定军心。
郭崇韬和朱友谦的死，造成后唐军心背离。926年夏天，唐庄宗死于兴教门之变。李嗣源进入洛阳，自称摄政。李继岌从前蜀的首都成都回到洛阳，以图争夺皇位，但军队并不拥护他。李继岌自杀，任圜带领军队回到洛阳，把军权交给李嗣源。

### 唐明宗时代
唐明宗李嗣源任命任圜以宰相判三司（户部、度支、盐铁）。任圜推荐李崧为盐铁判官。李崧的母亲去世，李崧回到家乡服丧。守丧完毕，成德节度使范延光命他掌书记。范延光回京担任枢密使，李崧被任命为拾遺，直枢密院，升任補闕、起居郎、尚書省尚書郎。长兴末年，李崧成为翰林學士。
长兴三年（932年）冬季，契丹国侵犯后唐的云中，唐明宗想要派大将为河東节度使（治所在今山西省太原市）抵御契丹。唐明宗的女婿六军副使石敬瑭，那些想要避免和李嗣源现存长子秦王李从荣冲突，希望担任河东节度使。但是范延光和唐明宗另一个女婿赵延寿想让康義誠出任。李崧建言支持石敬瑭。唐明宗当时急于决定，范延光、赵延寿于是也同意了。石敬瑭成为河东节度使。当石敬瑭知道这是李崧的建议，亲自派人对他表示感谢。

### 唐末帝时代
933年，李从荣试图夺取政权，但失败被杀，随后，唐明宗去世。明宗的另一个儿子宋王李从厚继承皇位。934年，唐明宗的养子潞王李从珂推翻李从厚，成为皇帝（唐末帝）。唐末帝经常咨询李崧和端明殿学士李專美、知制诰呂琦、薛文遇、翰林天文趙延乂这些官员。
唐末帝和石敬瑭长期不和。唐末帝怀疑石敬瑭勾结契丹谋乱，与李崧等人商议。李崧和呂琦主张把逃亡后唐的耶律倍（辽太宗耶律德光的大哥）送回契丹、用大约值十多万缗的礼物、钱财议和契丹，让他不要帮助石敬瑭。宰相张延朗主管三司，也支持他们的意见。唐末帝最初同意，让李崧和呂琦起草《遗契丹书》来等待命令提出的条约。但是，薛文遇反对，认为辽太宗会让唐末帝的女儿嫁给他（或者他的儿子）进行和亲。唐末帝因此改变了看法，一天召见李崧、呂琦，责备他们。他们连声谢罪，末帝制止他们的叩拜，每人赐给一杯酒，但从此群臣不敢再提和亲的建议。末帝任用吕琦为御史中丞，以表示疏远。
唐末帝然后考虑让石敬瑭改任其他藩镇。房暠和李崧、吕琦都极力反对，认为会导致石敬瑭叛乱。936年五月初二夜间，李崧因有急事请假在外，薛文遇独自承值夜班，末帝咨询薛文遇，薛文遇认为河东的事，移镇也反，不移也要反，只是时间早晚，不如先下手为强。末帝于是同意。五月初三，任命石敬瑭为天平节度使（治今山东省泰安市东平县），任用马军都指挥使、河阳节度使宋审虔为河东节度使。石敬瑭于是反唐，向辽太宗求援。辽太宗发军援助，他们打败了后唐张敬达指挥的军队。唐将杨光远杀害张敬达，然后投降。唐末帝亲征到河阳，认为李崧素来与天雄节度使范延光相友善，便召唤李崧来谋议。薛文遇也跟着进来，唐末帝发怒，李崧用脚踩薛文遇的脚，薛文遇才退去。唐末帝说：“我看见这东西肉就发颤，刚才几乎要拔刀刺他。”李崧说：“薛文遇是个小人，浅薄误国，杀了他更显得丑恶。”李崧因而劝唐末帝南还，唐末帝听从。辽太宗命令石敬瑭为大晋皇帝，建立后晋。后唐兵败，唐末帝自杀，后唐灭亡。石敬瑭进入洛阳，李崧、吕琦逃匿在伊阙民间。

## 后晋时代

### 晋高祖时代
晋高祖石敬瑭认为开始镇守河东时，李崧推举有功，心中感激；也认为吕琦和亲契丹是正确的建议，于是不责备吕琦。937年正月十二日，任用吕琦为秘书监；正月十三日，任用李崧为兵部侍郎、判理户部。正月廿五日，任用李崧为中書侍郎、同中書門下平章事，充枢密使，任用桑维翰兼枢密使。宣徽使刘处让对桑维翰、李崧不满。杨光远围攻天雄军节度使（治今河北省邯郸市大名县）范延光时，杨光远奏事超越本份，桑维翰按法规加以裁定和批驳。杨光远秘奏宰相不应该兼任枢密使。938年十月，晋高祖加官给桑维翰为兵部尚书，李崧为工部尚書，罢免了二人的枢密使；任命刘处让为枢密使。
940年九月初九，李崧奏言：“诸州的仓粮，在计账以外所盈余的相当多。”晋高祖说：“法定之外向民众征税，罪过可同枉法一样。仓库官吏特免其一死，但都要严惩。”
941年，冯道、李崧屡次推荐天平节度使兼侍卫亲军马步副都指挥使，同平章事杜重威为都指挥使、充当随驾御营使，代替刘知远。刘知远因此怀恨两个宰相。李崧陪同晋高祖到鄴都魏州，在这时成德节度使安重荣作乱。李崧的父亲去世，李崧离任守丧，但晋高祖立即召他回朝。

### 晋出帝时代
942年，石敬瑭死后，他的侄子齐王石重贵即位为晋出帝。一个迫切的问题是后来后晋将如何向辽太宗报告这个消息。石敬瑭尊辽太宗为“父皇帝”，自称“儿皇帝”。朝中大臣商讨要向契丹奉表称臣报告先帝死亡之哀，景延广主张致书不上表，称孙不称臣。李崧反对：“屈身事胡是为了江山社稷，有什么可耻的！陛下这样做，他日必然落个亲披甲胄同契丹打仗，那时就悔之无益了。”景延广坚持己见力争，冯道含糊不表态，晋出帝听从了景延广的意见。辽太宗接信后大怒，派使者来质问责备：“为什么不先来禀告，自己便骤然称帝？”景延广又用不逊的话语回答辽使。卢龙节度使赵延寿想要代替后晋做中原的皇帝，多次劝说契丹进攻后晋，于是后晋和辽国的战争爆发。
944年，桑维翰再次担任宰相、枢密使，控制军纪，使其有效的对辽战争。端明殿学士、户部侍郎冯玉，宣徽北院使、权侍卫马步都虞候太原李彥韜不喜欢桑维翰，经常向晋出帝诽谤他。晋出帝想罢免桑维翰的政务，李崧、刘昫坚持谏阻。桑维翰知道后，请求任用冯玉为枢密副使，冯玉很不平。945年二月廿九日，冯玉为户部尚书、枢密使。945年十二月廿五日，罢免桑维翰朝中的职务，让他作开封尹；任命赵莹为中书令，李崧为枢密使兼侍中。桑维翰于是称脚有病，很少再入朝谒见，谢绝宾客。
946年，辽太宗传播虚假消息，说盧龍节度使（治今北京市）赵延寿有意归顺后晋，枢密使李崧、冯玉相信了，命令天雄节度使杜威给赵延寿写信，赵延寿回信说：“久在异国他乡，很想回中原。恳求韩廷发大军接应，我将脱身南下。”冯玉、李崧都信以为真，准备派出大兵迎接赵延寿和瀛州刺史刘延祚。任命杜威为元帅，李守贞为副帅。赵莹私下对李崧、冯玉二人说：“杜威是皇帝的亲戚，心怀不满，怎能授予兵权！不如只委任李守贞一个人为好。”李崧、冯玉二人没有听从。
杜威的军队遭遇辽太宗率领的辽军。不敌撤退，被辽军包围在中度橋（今河北省保定市附近）。辽太宗许诺杜威当皇帝，杜威和李守贞率军投降。杜威带领辽军攻打后晋都城开封，晋出帝召李崧、冯玉、李彦韬到宫中议事，城中大乱，晋出帝投降，后晋灭亡。

## 辽朝统治
开封降辽后，张彦泽控制了晋出帝和他的家人。张彦泽以皇帝的命令召桑维翰入宫，桑维翰来到天街时，遇见李崧，对他说：“您这位侍中主持国政，现在国家灭亡，反而要让我去死，为什么呢？”李崧脸上露出惭愧的表情。晋出帝向李崧要酒，李崧也用其它原因推托不送来。他又想见李彦韬，李彦韬也推辞不来。辽太宗很快到达开封，自称是中原的皇帝。赵延寿和張礪推荐李崧，赞美他的才华，太宗让李崧充任枢密使，也给了他荣誉称号太子太師。辽太宗对人说：“我这次南征，只是为了得到李崧一人而已。”
赵延寿因为辽太宗负约，心里愤闷不平，派李崧向辽太宗说：“我不敢奢望为汉人天子，但请求作个皇太子。”李崧不得已，把这话转告给辽太宗。辽太宗说：“我听说皇太子应当是天子的儿子才能当，哪能是燕王所能作的！”于是命令给燕王晋升官职。
辽太宗允许契丹士兵掠夺中原，汉族百姓纷纷起义反辽。辽太宗决定离开开封，让萧翰留守开封，自己返回契丹。他在路上得病，死亡在恒州附近的杀胡林。
赵延寿当天就领兵先进了恒州，耶律倍的儿子永康王耶律阮和南、北二王各自率领他们的军队相继进入恒州。赵延寿自称受辽太宗的遗诏，代理主持南朝军国事务。赵延寿要在下月初一在待贤馆举行仪式上书言事，接受文武官员的祝贺。礼仪是：宰相、枢密使在阶上叩拜，节度使以下在阶下叩拜。李崧认为契丹人意向不同，事情难测，竭力劝说赵延寿免行这个礼仪，此事才作罢。五月初一，耶律阮召请赵延寿及张砺、和凝、李崧、冯道等人到自己的馆舍饮酒。耶律阮逮捕了赵延寿，笑着对李崧、张砺等人说：“燕王如果真的在这里行这种礼仪，我就将用铁甲骑兵包围此地，诸位也就难免遭殃了。”随后，耶律阮即位为辽世宗。
辽世宗即位，被他的祖母述律平反对。述律平想要她的另一个儿子耶律李胡继位。辽世宗返回辽国本土争位。大多数的汉族官员，包括李崧、冯道和和凝留在恒州，命令耶律拔里得负责恒州。耶律拔里得虐待当地百姓和汉族士兵。用牒文命冯道兼判弘文馆，命李崧兼判史馆，命和凝兼判集贤馆，命刘昫兼判中书。辽世宗召前威胜节度使兼中书令冯道、枢密使李崧、左仆射和凝等，会同安葬先帝耶律德光于木叶山。还没有成行，汉族士兵决定兵变，巷战在恒州展开。前磁州刺史李穀说服李崧、冯道参加战斗。汉族士兵看到宰相，士气大大增加，他们最终击败了辽国士兵，耶律拔里得逃回辽国本土。后来，白再榮控制恒州，认为李崧、和凝等人久做宰相，家中殷富，派军士们包围二人的住宅，请求发赏钱，李崧、和凝各自拿出家财分给他们；但白再荣又想杀掉二人以灭口。李穀责备白再荣，现在刚刚脱离死境，就想杀戮宰相，新天子（建立后汉的刘知远）如果追究你擅杀大臣的罪过。所以白再榮没有杀死他们。

## 后汉时代
恒州兵变之后，李崧、冯道、和凝，回到开封参见后汉高祖刘知远。但他们没有继续担任宰相，李崧被任命为太子太傅。
刘知远把李崧的住宅赐给苏逢吉。李崧宅中埋藏的东西以及洛阳庄园，苏逢吉全都占了。李崧归顺后汉，自认为孤立而危险，事奉后汉权臣，经常小心谨慎，称病在家。他的两个弟弟李嶼、李㠖有时趁饮酒后对苏逢吉子弟口出怨言，说“夺我住房、家财”。苏逢吉因此憎恶他们。不久，李崧又把两京住宅的房契献给苏逢吉，苏逢吉更加不高兴；翰林学士陶谷，早先被李崧荐举进用，又跟着说他的坏话。
948年，刘知远死后，其子刘承祐即位。李嶼的仆人葛延遇为李屿贩卖东西，常常欺骗主人、藏匿钱财，被李嶼鞭打。葛延遇和苏逢吉的仆人李澄，诬告李嶼谋反。苏逢吉听说后把他引诱过来，于是召李崧来到家中，抓起来送入侍卫狱。李嶼在狱中屈招说：“与兄李崧、弟李㠖、外甥王凝及家僮共二十人，谋划乘皇帝灵柩发运时，纵火焚烧京城；派人带蜡丸密书到河中城，勾结護國军节度使（治所在河中府，今山西省运城市永济市）李守贞；又派人去招契丹兵。”在结案上报时，苏逢吉把“二十”改为“五十”。李崧叹道，自古没有不死之人，不亡之国。十一月初九，刘承祐下诏诛杀李崧兄弟、家属以及供词涉及的人，都暴尸街头，当时人没有不觉得李氏冤枉的。不久，苏逢吉在权力斗争中被杀，后周建立后，李崧的好友徐台符为李崧报仇，上奏周太祖郭威，为李崧平反，诛杀了葛延遇、李澄。

## 延伸阅读
[在维基数据编辑]
 《新五代史·卷57》，出自歐陽修《新五代史》